# Stenopsyche benaventi
Stenopsyche benaventi är en nattsländeart som beskrevs av Navás 1934. Stenopsyche benaventi ingår i släktet Stenopsyche och familjen Stenopsychidae. Inga underarter finns listade i Catalogue of Life.